# Неготинске пивнице
Неготинске пивнице представљају комплексе винских подрума у Неготинској винској регији, у близини села Рајац, Рогљево, Штубик и Смедовац. Ради се о насељима од камених кућа у којима су се правила и чувала вина. Те камене куће су називане пивнице.

## Историја
Нема поузданих података о томе када су прве пивнице изграђене. На некима од њих је уклесана година градње, док се за друге претпоставља да су изграђене у другој половини 19. и првој половини 20. века.
Некада је постојао велики број оваквих насеља са винским подрумима, али је данас сачувано само њих неколико, од којих су најпознатије Рајачке, Рогљевачке и Штубичке пивнице. Поред њих, делимично су сачуване и Смедовачке, Трњанске, Сиколске и Братујевачке пивнице. У селу Тамнич се некада налазио највећи комплекс пивница, али су све оне порушене до 1955.
Од многобројних насеља која су била сконцентрисана северозападно и јужно од Неготина остало је свега неколико комплекса винских подрума - Рајачке са око 200 објеката, Рогљевачке са око 150 , Штубичке 40 и Смедовачке 20.

## Начин изградње
Винарски објекти током 19. и почетком 20. века били су грађени од камена и дрвета, такозваних брвана, или од дрвене конструкције и ситног камена или опеке, бондрука и били су споља и изнутра облепљени блатом. Објекти за прераду и неговање вина обично су били укопани до једног метра у земљу, да би у току године била подједнака температура потребна за правилно врење шире и кљука, али и због правилне неге вина током целе године.
Обично су биле без димњака, са по два одељења, увек нижа од нивоа земље. У једном одељењу се прерађује грожђе, у другом ноћива за време прераде грожђа. У вишим крајевима где је било дрвене грађе пивнице су грађене од дрвета као талпаре и бондручаре, у селима где се као грађевински материјал користио камен грађене су од тврдог материјала. На овим каменим зградама са великим засвођеним вратима запажају се, поред уобичајеног украшавања, датуми, имена мајстора, животињски и антропоморфни мотиви.

## Рајачке пивнице
Рајачке пивнице се налазе око 2 km западно од села Рајац, на врху брежуљка Бели брег. Комплекс чини око 166 самосталних зграда, са око 196 винских подрума. Налазе се око централног трга са чесмом. Изграђене су од тесаног камена и брвана, а покривене су ћерамидом.
На југозападном крају комплекса рајачких пивница налази се сеоско гробље, са око 200 одлично очуваних надгробних споменика из 19. века.

## Рогљевске пивнице
Рогљевске пивнице се налазе у селу Рогљево, на надморској висини између 80 и 110 метара. Некада их је било више од 300, а данас их је 122, од којих се њих 40 још користи за прављење вина, док је осам пивница претворено у изложбене просторе. Већина их је изграђена између 1859. и 1890.

## Штубичке пивнице
Ове пивнице су удаљене око 5 km од Неготина. Данас их је остало свега 28. Направљене су око регионалног пута, који раздваја комплекс на два дела. Мање су величине у односу на рајачке и рогљевачке пивнице.

## Кандидатура за упис на Унескову листу
Неготинске пивнице су кандидат на упис на листу светске баштине Унеска. Остали кандидати из Србије су манастир Манасија, тврђава Бач, Царичин град и Смедеревска тврђава.